# Journal für praktische Chemie
Das Journal für praktische Chemie (J. prakt. Chem.), auch „Journal für Praktische Chemie“,  war eine wissenschaftliche Zeitschrift der Chemie. Die Zeitschrift wurde 1828 von Otto Linné Erdmann (1804–1869) als „Journal für technische und ökonomische Chemie“ gegründet und  herausgegeben und ist damit die älteste Chemie-Fachzeitschrift in Deutschland. In der Folgezeit wurde sie von Hermann Kolbe und E. von Meyer fortgeführt. Ab 1953 wurde das Journal für praktische Chemie von der Chemischen Gesellschaft der Deutschen Demokratischen Republik herausgegeben.
Im Jahre 1992 erfolgte die Fusion mit der 1877 gegründeten Chemiker-Zeitung.
2001 ging das Journal für praktische Chemie in der Zeitschrift Advanced Synthesis & Catalysis auf, die im Wiley-VCH Verlag, Weinheim, erscheint.